# Divje Babe
Divje Babe es una cueva kárstica y un parque arqueológico con vistas al río Idrijca en Eslovenia. Destaca por sus restos paleolíticos, incluido el hueso labrado de oso de las cavernas conocido como flauta de Divje Babe, que ha sido interpretado como un instrumento musical neandertal.

## Nombre
El nombre Divje Babe (literalmente, «mujeres salvajes») se refiere a las brujas, que a menudo se creía que vivían en cuevas. Por lo tanto, el nombre significa «Cueva de las Brujas».

## Ubicación
Divje Babe se encuentra a 230 metros (750 pies) sobre el valle del río Idrijca. El Idrijca atraviesa las colinas de Idrija y Cerkno y se abre al río Soča.

## Paleontología
El sitio de la cueva (Divje Babe I) fue excavado de 1978 a 1986 por Mitja Brodar y nuevamente de 1989 a 1995 por Ivan Turk y Janez Dirjec. Las excavaciones cavaron a través de 12 metros de relleno que consta de 26 capas principales de sedimentos. Entre los artefactos descubiertos se encuentran los hallazgos auriñacienses, incluido un punto óseo (en la capa 2 o 3) que data de hace unos 35 000 años. Se han excavado alrededor de ocho capas del Mesolítico que contienen alrededor de 20 hogares, 600 herramientas de piedra y varios artefactos óseos. También se han encontrado numerosos restos óseos de oso de las cavernas.
La flauta de Divje Babe se encontró en la capa 8, fechada en el Paleolítico medio de hace 50 000 a 35 000 años. Estaba cerca de un hogar, lo que indica la presencia de personas prehistóricas, probablemente neandertales. La flauta es un fragmento de un fémur de un oso de las cavernas joven con cuatro agujeros empotrados. La interpretación del artefacto como una flauta es controvertida y ha sido objeto de un feroz debate, ya que algunas investigaciones sugieren que los agujeros son de origen animal, marcas de dientes de hiena.